# Gianbernardino Scotti

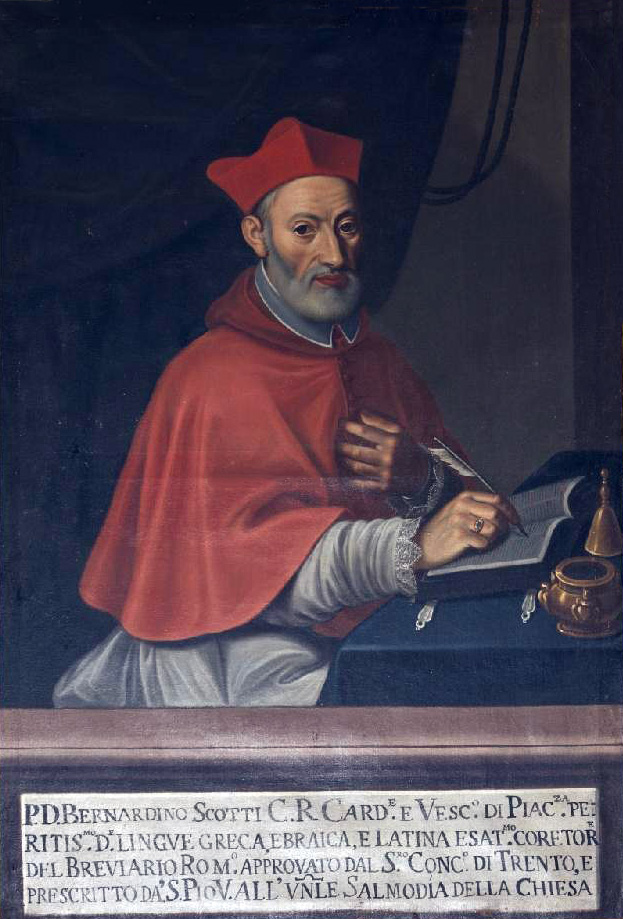
Kardinal Gianbernardino Scotti (Ölgemälde 18. Jh.)

Gianbernardino Scotti O.Theat. (* 1478 in Magliano Sabina; † 11. Dezember 1568 in Rom) war ein Kardinal der Römischen Kirche.

## Leben
Der Theatinermönch Scotti, aus einem seit 400 Jahren in seiner Geburtsstadt ansässigen Adelsgeschlecht stammend, stand im päpstlichen diplomatischen Dienst. Er kehrte im hohen Alter von dieser Funktion aus Deutschland zurück und wurde zum Erzbischof von Trani in Italien und am gleichen Tag, dem 20. Dezember 1555, von Papst Paul IV. zum Kardinal erhoben. 1556 erhielt er als Kardinalpriester die Titelkirche San Matteo in Merulana. Er wurde 1559 als Erzbischof-Bischof nach Piacenza versetzt. Scotti war an der Reformarbeit zum Tridentiner Konzil beteiligt.
Er starb 1568 in Rom und wurde in der dortigen Basilika San Paolo nella Via Ostiense beigesetzt.